# Priscilla Asagiri
Priscilla S. Asagiri (?, Asagiri Priscilla S.), detta Priss è un personaggio dell'anime Bubblegum Crisis, del suo spin-off Bubblegum Crash e del suo remake Bubblegum Crisis Tokyo 2040. È doppiata in originale da Ohmori Kinuko, mentre in Italia da Antonella Baldini.

## Biografia
Priss è un membro delle Knight Sabers, il gruppo di vigilantes che si occupano di combattere i boomer, il cui esoscheletro da combattimento si distingue dalle altre per il predominante utilizzo del colore blu. In tutte le versioni dell'anime, Priss è una cantante rock ed un'amante delle motociclette, che ha un rapporto di amore-odio con l'agente dell'AD Police, Leon McNichol.
Il gruppo in cui canta Priss si chiama Priss and the Replicants un riferimento al film Blade Runner nonché un omaggio al film Strade di fuoco. Infatti il suo nome Priss è lo stesso che aveva il replicante interpretato da Daryl Hannah in Blade Runner. Il significato del suo cognome è "nebbia del mattino", mentre la "S." del suo secondo nome, non è mai stato rivelato per cosa stia.
Priss ha perso i propri genitori nel terremoto del Kantō del 2025 ed è stata cresciuta in orfanotrofio. Ben presto però Priss è fuggita e si è unita ad un gruppo di biker. Quando il suo fidanzato venne ucciso, la giovane decise di farsi vendetta da sola, ma venne accolta da Sylia Stingray, e si unì alle Knight Sabers.
Priss è conosciuta per il suo pessimo carattere e per il suo odio nei confronti della polizia e qualunque figura autoritaria in genere. Per tale motivo l'amore che prova per lei Leon McNichol, agente dell'AD Police, viene spesso frustrato e umiliato, anche se col procedere della serie le cose sembrano andare attenuandosi.
Nella serie televisiva Bubblegum Crisis Tokyo 2040, il personaggio di Priss è esattamente l'opposto di quello visto negli OAV. In questa nuova versione Priss è calma, fredda e calcolatrice, benché conservi la sua attitudine da biker, e continui a cantare in un gruppo musicale rock, che però in questo caso si chiamano Sekirira. Inoltre nella serie TV Priss e Leon sono veri e propri fidanzati, benché sembri che Priss sia la più forte e risoluta nella coppia.